# Senator (zespół muzyczny)
Senator – węgierska hardrockowa grupa muzyczna założona w 1985 roku. Grupa nagrała jeden album i rozpadła się w 1987 roku.

## Historia
Zespół powstał w Budapeszcie w 1985 roku z inicjatywy Lajosa Soma po tym, gdy jego grupa, Piramis, została rozwiązana, a także Tamása Takátsa, Tamása Szekeresa, László Vargi i Károlya Gigora, których poprzednimi zespołami były odpowiednio Karthago, V.M. Band, Pardon i Hard-Top. Teksty piosenek napisał Attila Horváth, który wcześniej napisał wiele szlagierów dla takich grup, jak Taurus, Piramis czy Korál. W 1985 roku zespół nagrał album pt. Senator, który został wydany przez Hungaroton-Start. W 1986 roku miejsce Szekeresa w zespole zajął grający wcześniej w Piramis János Závodi, ponadto do V.M. Band wrócił Varga. W 1987 roku grupa rozpadła się.

## Dyskografia
- Senator (1985)

## Skład zespołu
- Tamás Takáts – wokal (1985–1987)
- Tamás Szekeres – gitara (1985–1986)
- János Závodi – gitara (1986–1987)
- Lajos Som – gitara, gitara basowa (1985–1987)
- László Varga – instrumenty klawiszowe (1985–1986)
- Károly Gigor – instrumenty perkusyjne (1985–1987)